# Yliopistonkatu (Jyväskylä)
Pour les articles homonymes, voir Yliopistonkatu.
Yliopistonkatu (français : rue de l'université), est une rue du quartier de Keskusta à Jyväskylä en Finlande.

## Situation
Yliopistonkatu est une rue du plan hippodamien de Jyväskylä.
À l'extrémité ouest de la rue, il y a des immeubles résidentiels du côté sud, et du côté nord se trouve l'Harju. 
Il y a aussi des bâtiments côté nord à l'extrémité orientale, notamment l'ancien bâtiment  du lycée de Jyväskylä.
La rue se nomme Yliopistonkatu depuis les années 1960, lorsque l'Institut de l'éducation de Jyväskylä a été rebaptisé en université de Jyväskylä en 1966.

## Galerie

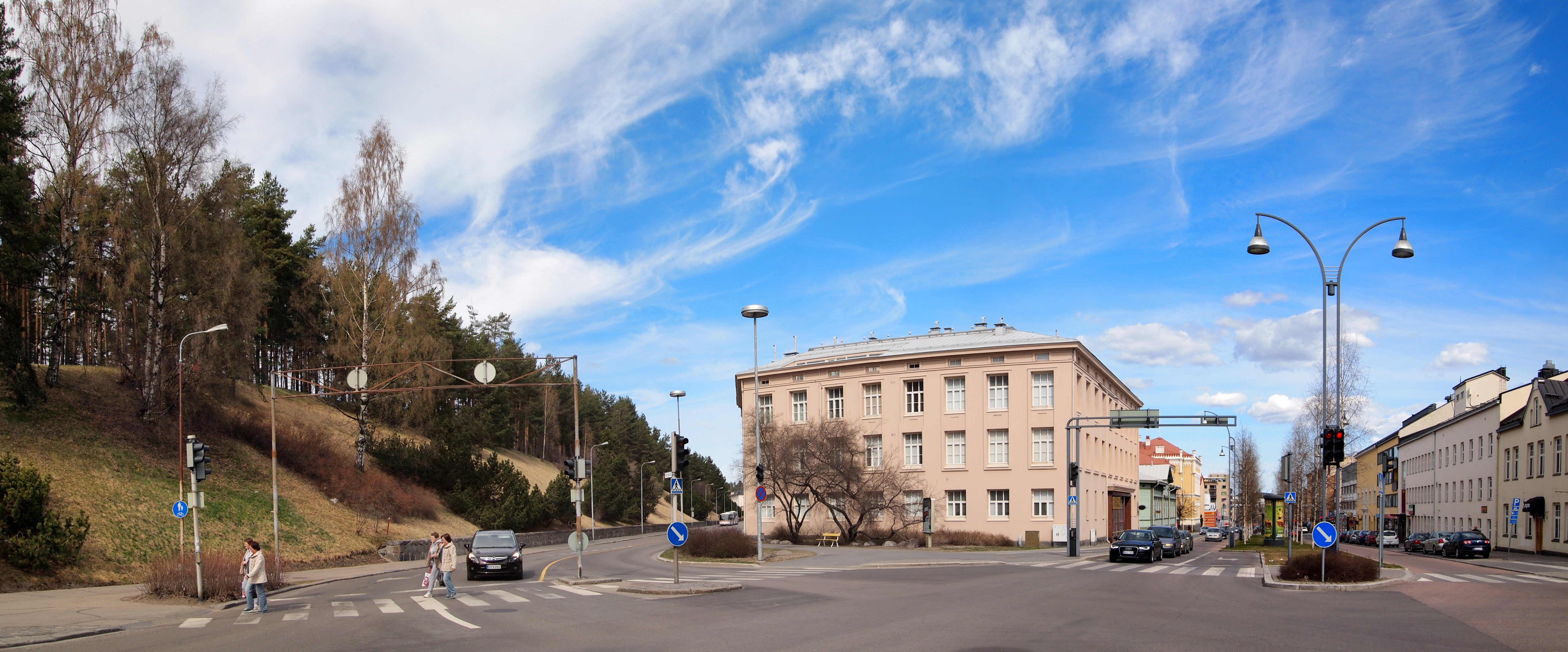
Harjukatu à gauche et Yliopistonkatu à droite.

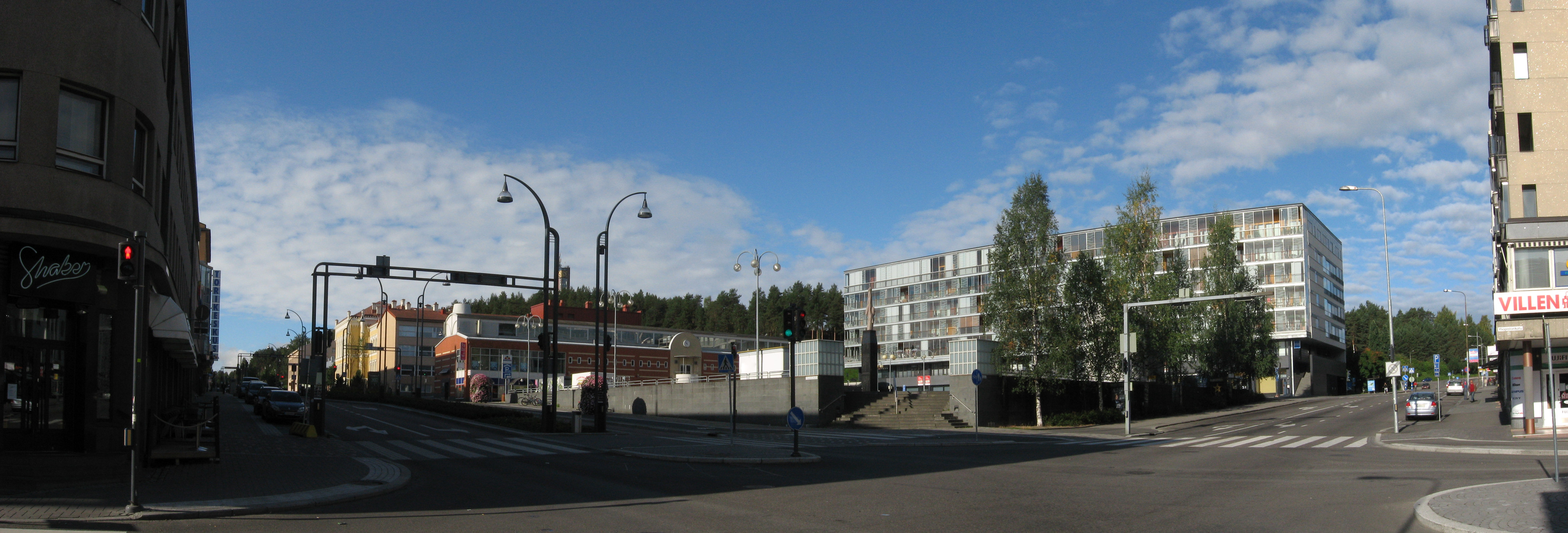
La place du marché vue du croisement d'Yliopistonkatu et de Väinönkatu.

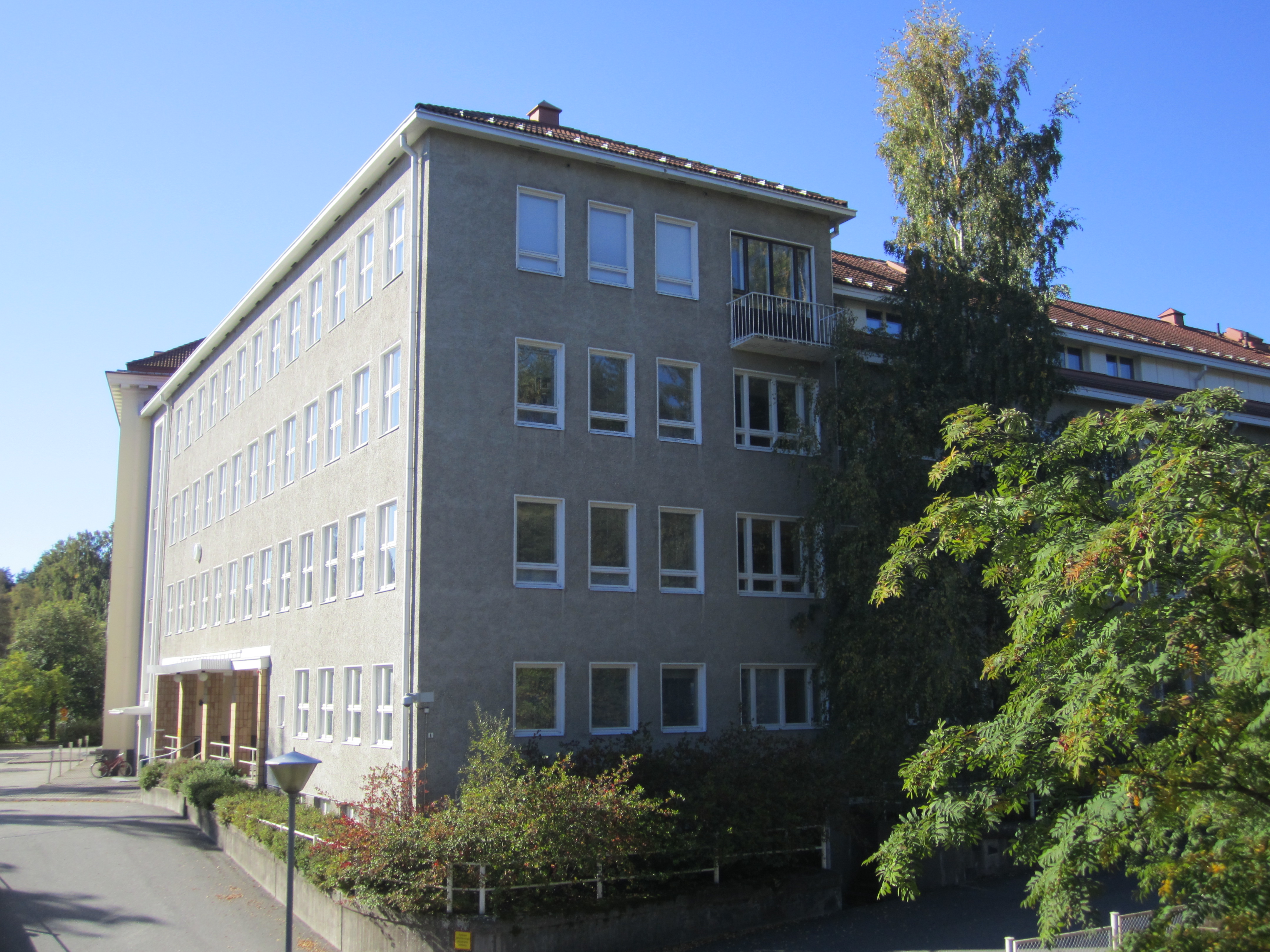
Yliopistonkatu 1.
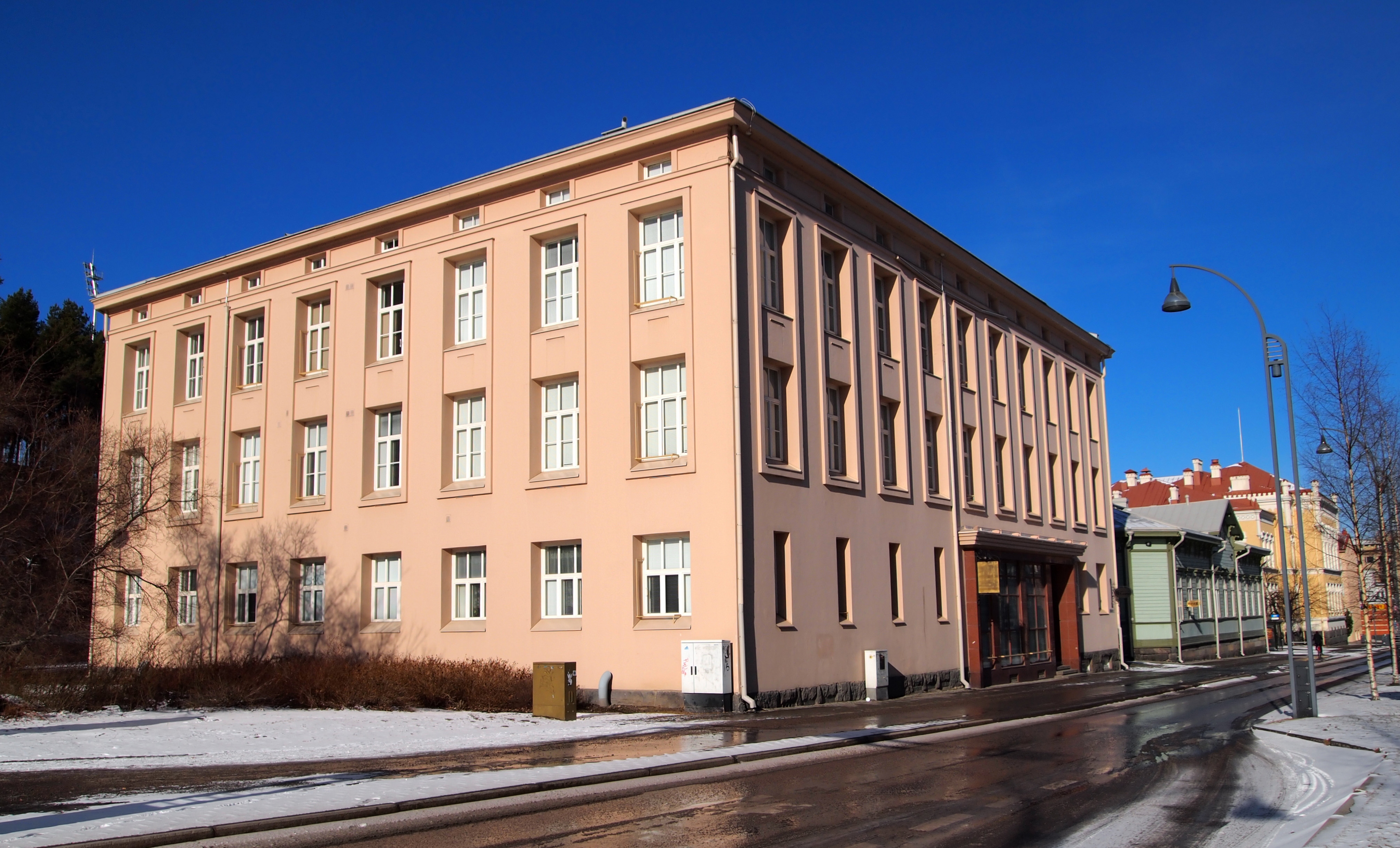
Yliopistonkatu 7.
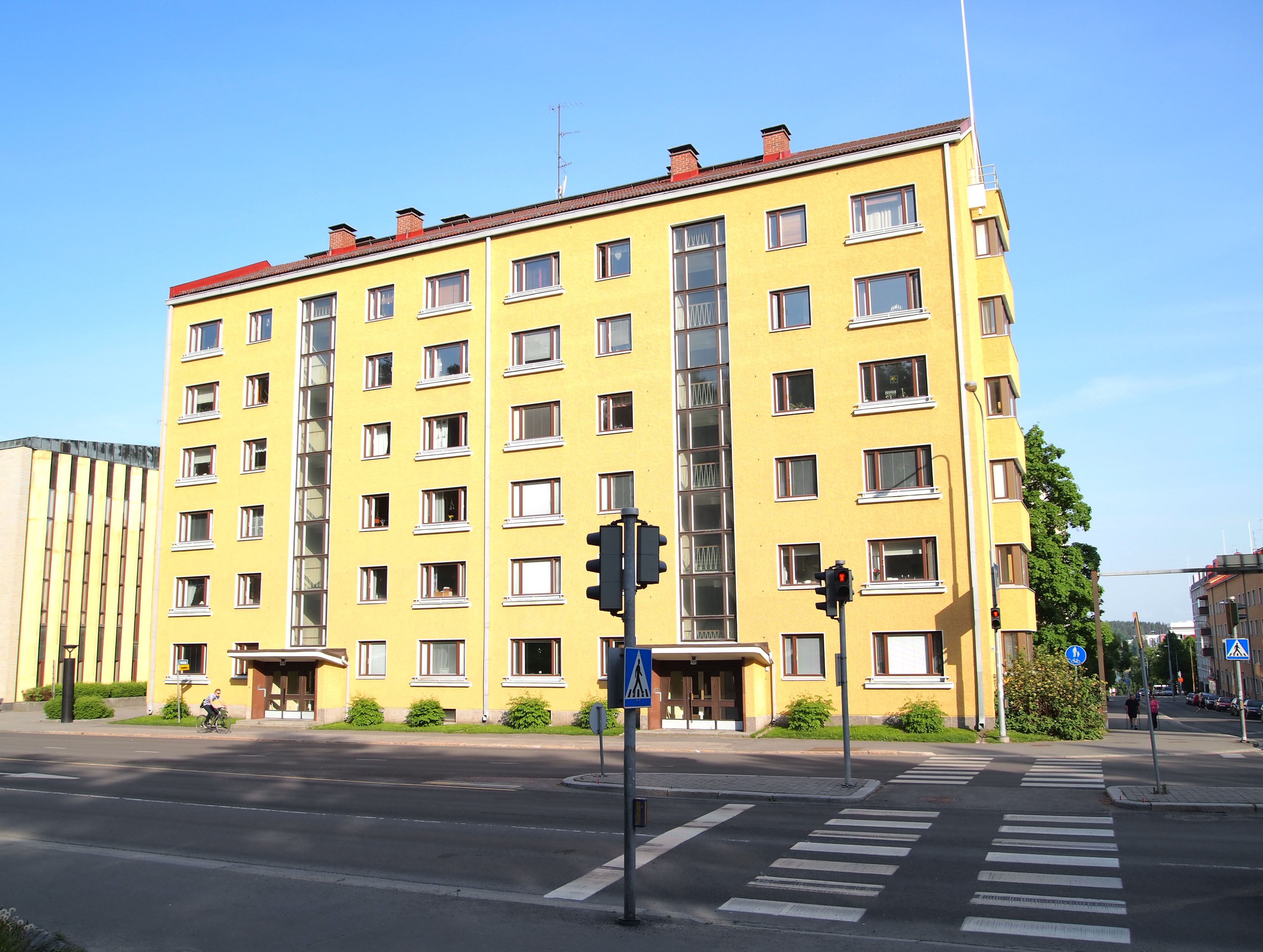
Yliopistonkatu 10.
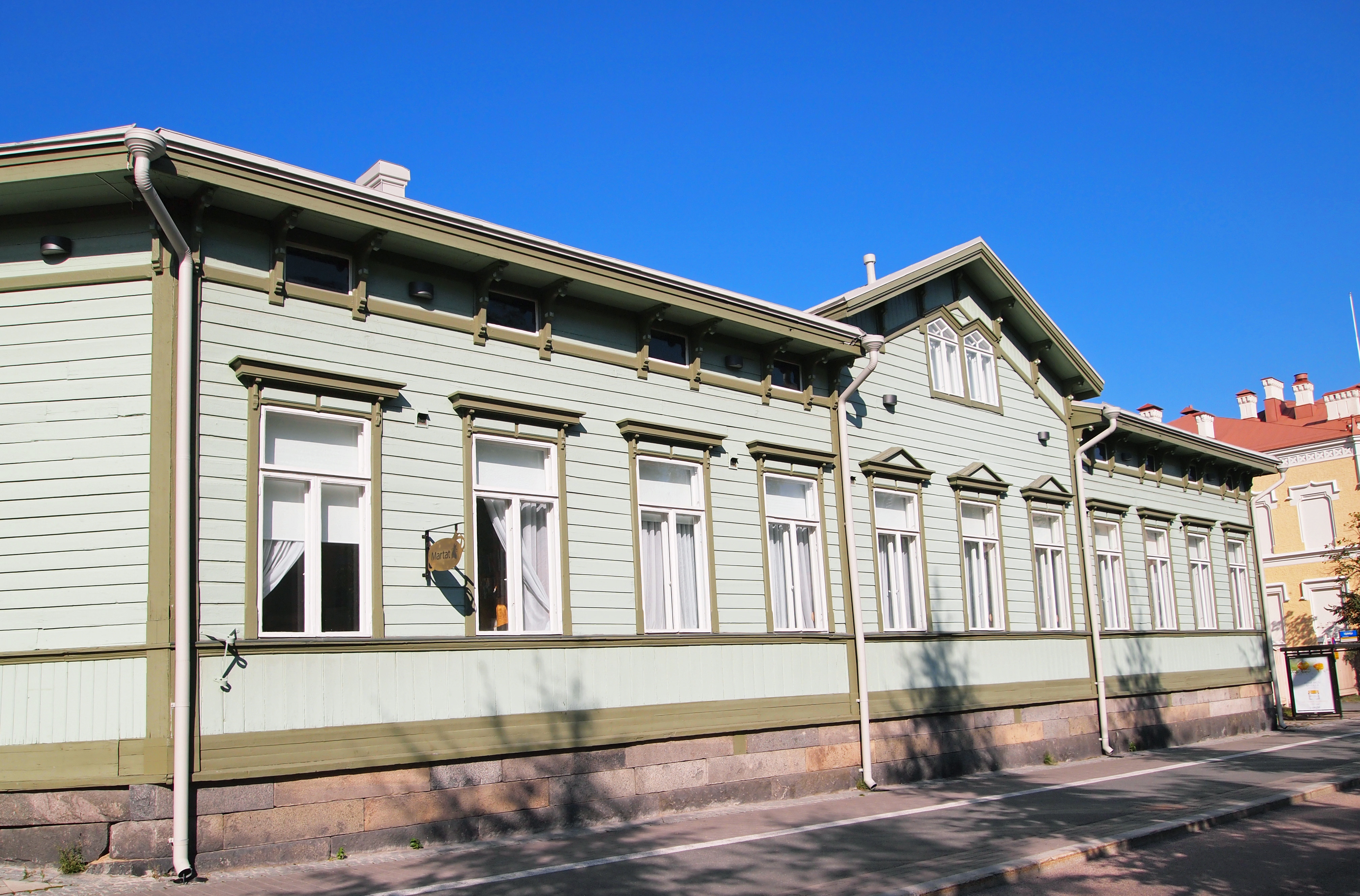
Yliopistonkatu 11.
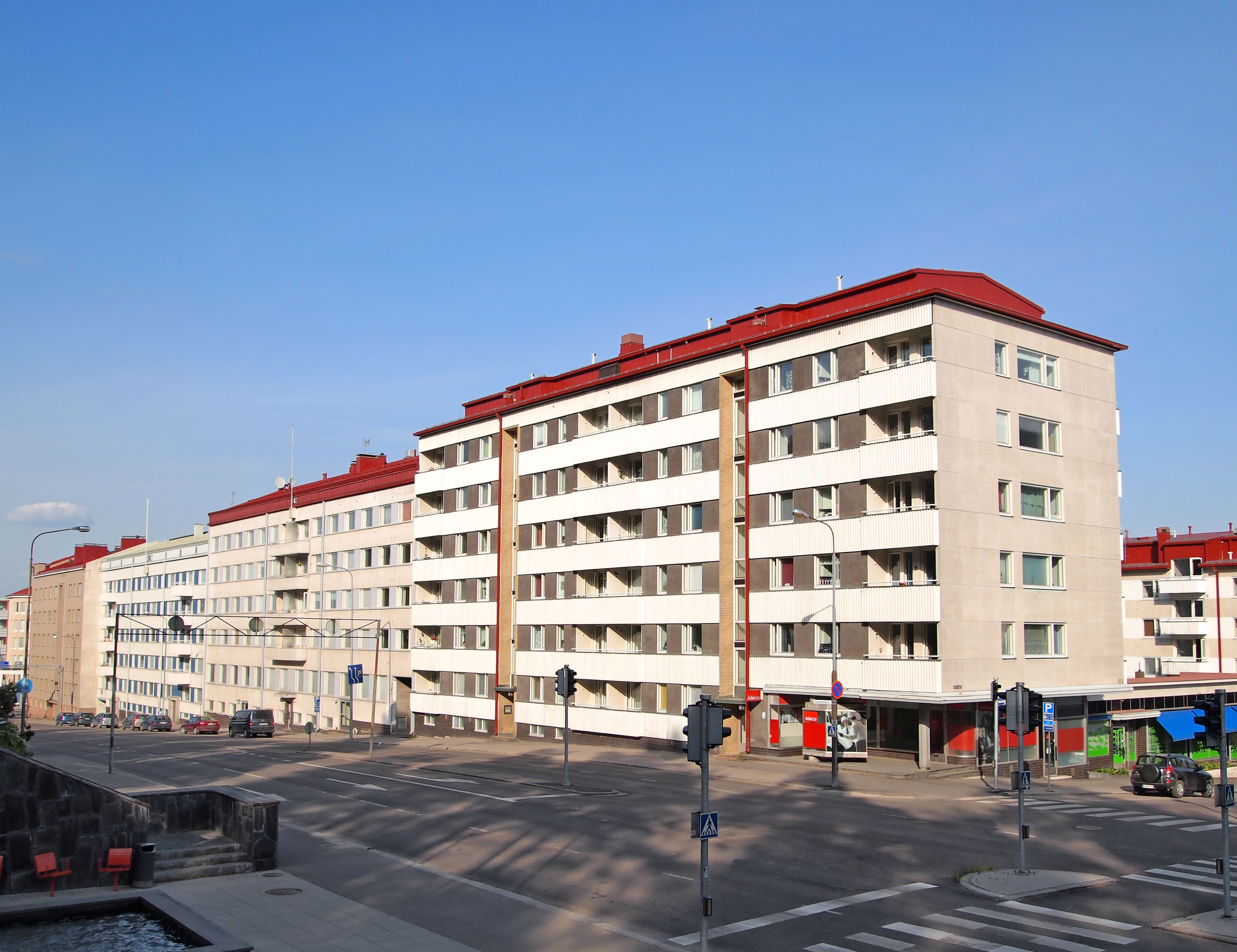
Yliopistonkatu 18.
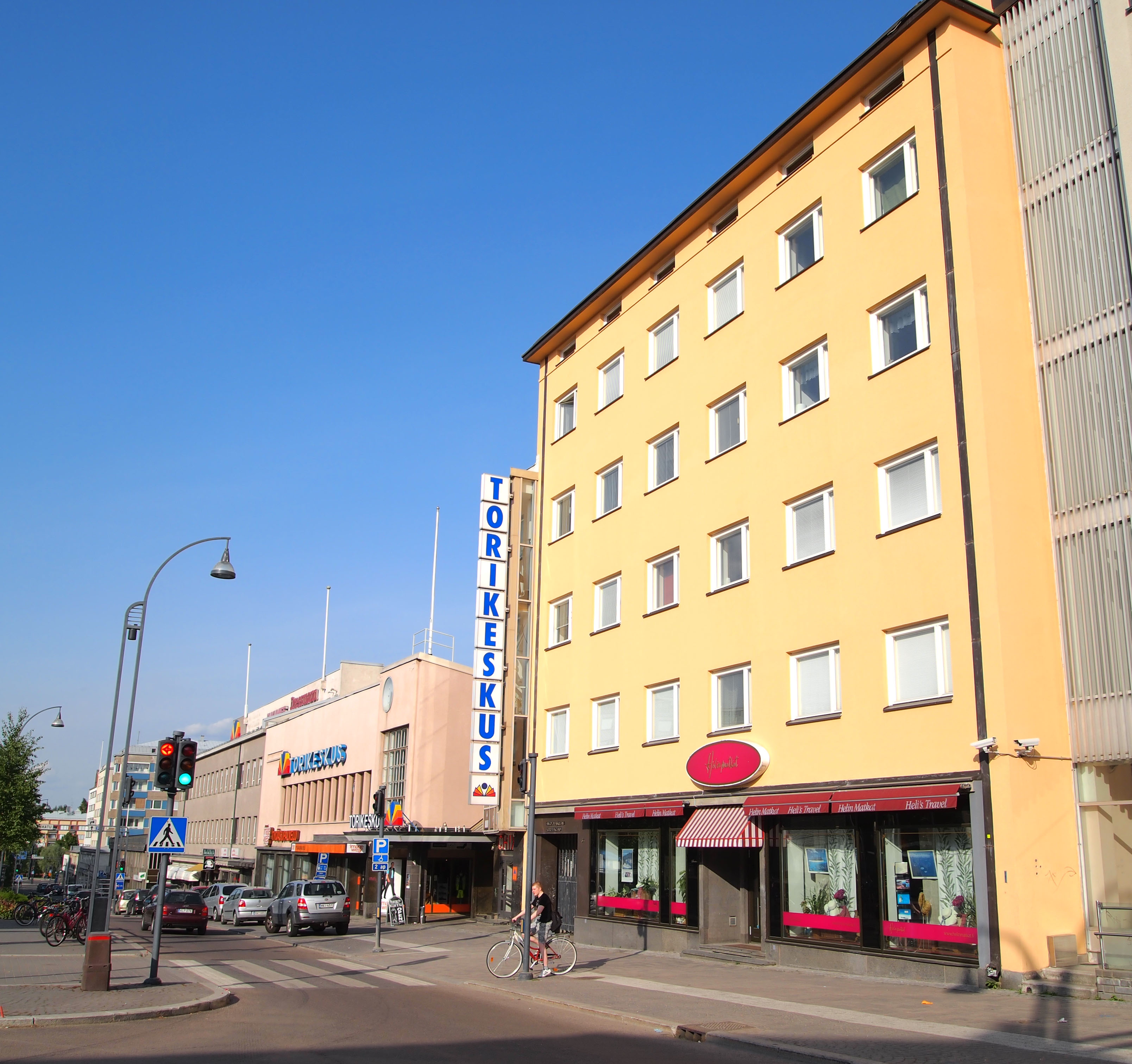
Yliopistonkatu 34-36.
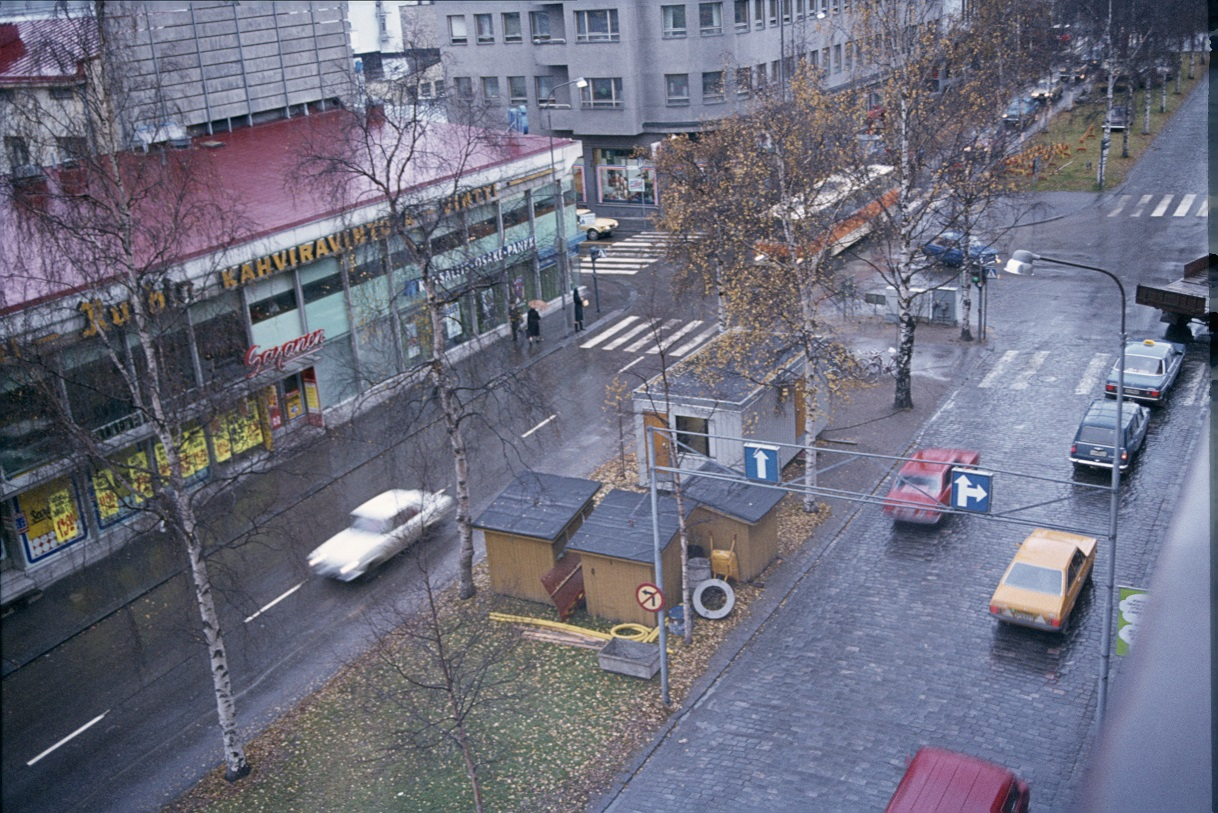
Yliopistonkatu 40.
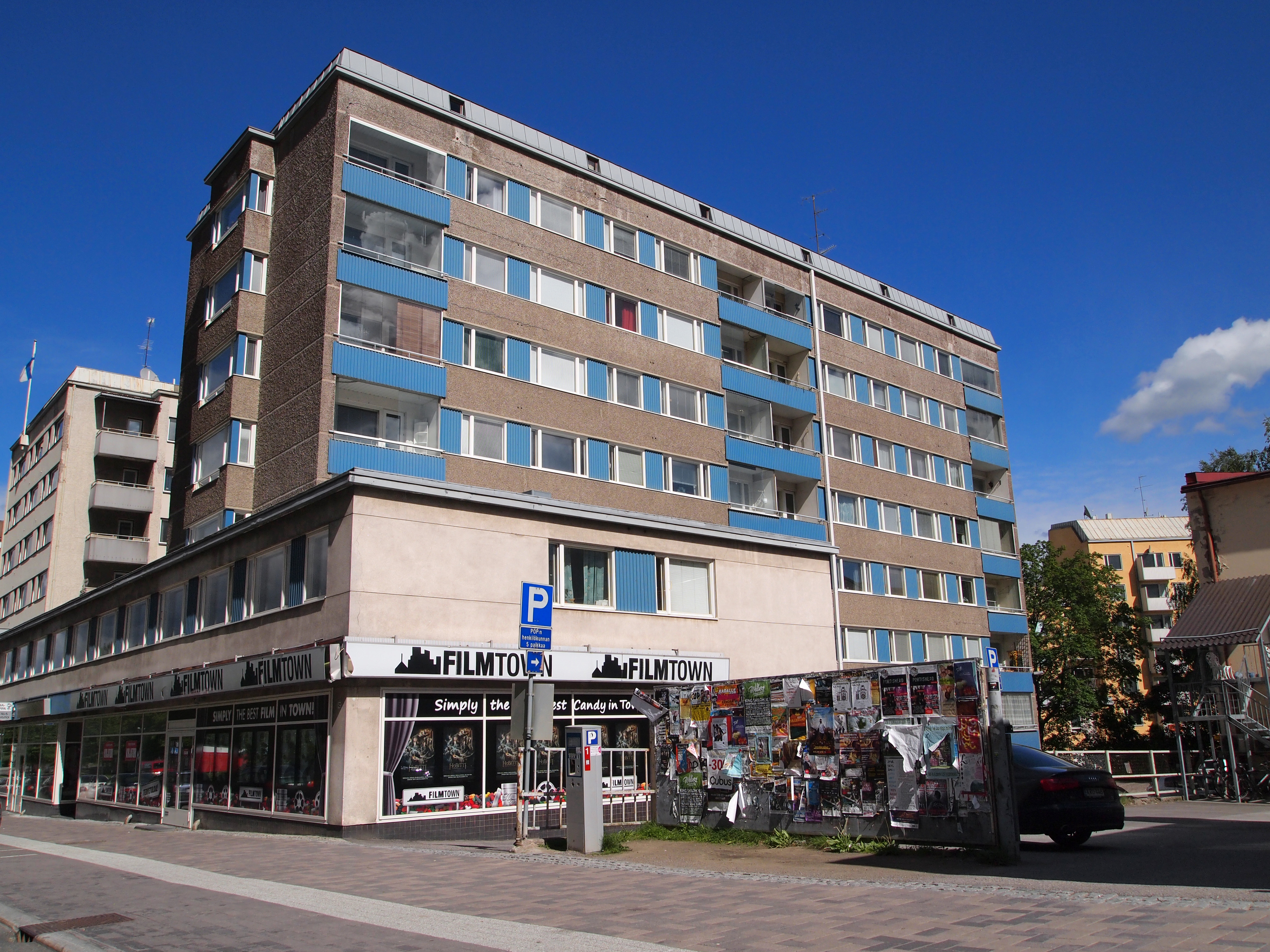
Yliopistonkatu 42.